# Muhammad Hassan (Brunei)
Muhammad Hassan est le dixième sultan de Brunei. Il règne de 1582 à sa mort en 1598.